# Parc national Lucayen
Le Parc national lucayen (anglais : Lucayan National Park) est une zone naturelle protégée des Bahamas.

## Histoire
En juillet 1981, une organisation de plongée commerciale s'intéresse à louer la zone autour de l'entrée de le réseau de grottes dit « de Ben » afin qu'elle puisse avoir l'usage exclusif de celle-ci à des fins privées. Le directeur exécutif de la Bahamas National Trust (BNT), Rod Attrill, écrit au conseil du district de Grand Bahama pour ainsi faire la demande de placer cette zone unique aux Bahamas sous les auspices de la BNT. Rod Attrill fait valoir que les formations caverneuses représentent une partie importante du patrimoine à la fois naturel et historique des Bahamas : « Non seulement cette région est un bel exemple de l'érosion naturelle et de la formation de grotte, mais plusieurs tombes lucayennes ont aussi été trouvés dans les environs »[réf. souhaitée].
À la suite d'une réunion du comité exécutif du district, Basil Kelly, président du comité exécutif, écrit au président de l'administration portuaire de Grand Bahama, exprimant la préoccupation de la location des grottes à des fins récréatives et touristiques pour le bien-être de cette région. On propose donc à la communauté scientifique d'étudier la grotte pour affirmer sa valeur environnementale. De nouvelles formes de vie y sont découvertes. Toutefois, des plongeurs amateurs plongent toujours illégalement sur les lieux. Vers la fin de 1981, de nombreux biologistes expriment leurs inquiétudes face à ces activités sportives et récréatives. Ils estiment que les plongeurs inexpérimentés dans les grottes entraîne la mort d'une grande partie des algues et des coraux, ce qui bouleverse ainsi l'écosystème fragile de la grotte. 
En mars 1982, la BNT se voit confier la responsabilité et l'entretien des lieux par la Société de développement de Grand Bahama en signant un bail de 99 ans. La société lui confie aussi la partie de terrain située à l'ouest de Mole Hope et l'est de Mangrove Point sur la côte sud de Grand Bahama, ainsi que les grottes situées sous ces propriétés. Peu de temps après la signature de ce bail, il est décidé que le Parc national lucayen serait fermé à tous, à l'exception des scientifiques et des plongeurs qualifiés qui ont reçu l'autorisation de la BNT. Cette mesure permettra à la région de se remettre de l'impact de l'homme. Le Parc national lucayen est rouvert au public en 1985.